# Fiat G.52
Fiat G.52 – niezrealizowany projekt włoskiego samolotu myśliwskiego z końca lat 40. XX wieku. Powstały na bazie samolotu Fiat G.50.

## Historia
Projekt samolotu powstał jako odpowiedź firmy Fiat na konkurs na samolot myśliwski, jaki został ogłoszony przez Ministero dell'Aeronautica 5 stycznia 1938 roku (był to tzw. drugi konkurs na samolot myśliwski - 2° Concorso Caccia Intercettore Terrestre). Bazą dla projektu była maszyna G.50. Zespołem konstruktorów odpowiedzialnych za projekt był inżynier Giuseppe Gabrielli. Bez zmian zachowano uzbrojenie, skrzydła, usterzenie i podwozie (z wyjątkiem kółka ogonowego, które miało być chowane). Przeprojektowano kadłub nadając mu bardziej aerodynamiczny wygląd. Główną zmianą w stosunku do pierwowzoru miało być zastosowanie nowej jednostki napędowej. Planowano użyć 14-cylindrowego silnika w układzie podwójnej gwiazdy Fiat A.76 RC.40 o mocy 1000 KM na wysokości 4000 metrów z trzyłopatowym śmigłem. Projekt G.52 okazał się być na tyle dobrą konstrukcją, iż Direzione Generale delle Costruzioni Aeronautiche wskazała na G.52 i Macchi MC.201 (będący z kolei wersją samolotu Macchi MC.200) jako zwycięzców konkursu. Konsekwencją werdyktu było zamówienie dwóch prototypów nowego samolotu. Niestety dla całego projektu, z planów tych zrezygnowano w październiku 1938 roku. Były dwie przyczyny takiego stanu rzeczy: przedłużające się i nadal niedokończone prace nad silnikiem A.76 oraz generalny odwrót sił powietrznych od myśliwców napędzanych silnikami gwiazdowymi. Znaczący skok jakościowy w nowych konstrukcjach upatrywano w zastosowaniu nowych silników rzędowych, projektowanych w zakładach Fiata i Isotta Fraschini. Tym samym zarzucono plany G.52 na rzecz rozwijania innych maszyn, napędzanych nowymi jednostkami.